# Cyphophthalmus gjorgjevici
Cyphophthalmus gjorgjevici is een hooiwagen uit de familie Sironidae. De originele naamcombinatie (protoniem) was Siro gjorgjevici Hadži, 1933.